# 南氏魚
南氏魚（学名：Nansenia ardesiaca）为輻鰭魚綱水珍魚目小口兔鮭科南氏魚屬下的一个种，為深海魚類，分布於印度西太平洋海域，深度260-553公尺，體長可達20公分，棲息在中層水域，生活習性不明。